# Giải Agatha
Giải Agatha là giải thưởng văn học dành cho tác giả viết tiểu thuyết trinh thám theo phương pháp truyền thống của Agatha Christie, nhà văn viết tiểu thuyết trinh thám hay nhất từ trước đến nay. Giải thưởng Agatha được Malice Domestic Ltd trao tặng hằng năm cho 5 thể loại: Tiểu thuyết hay nhất; Tiểu thuyết đầu tiên hay nhất; Truyện ngắn hay nhất; Truyện phi tưởng tượng hay nhất (Best Non-Fiction); Tiểu thuyết thiếu niên nhi đồng hay nhất.
Malice Domestic Ltd được thành lập vào năm 1989 và được hợp nhất như một công ty vào 1992. Công ty được điều hành bởi một ban giám đốc tình nguyện.
Theo họ thể loại tác phẩm Agatha được định nghĩa như những truyện trinh thám không chứa đựng tình dục rõ ràng hay bạo lực quá mức. Nó thông thường làm nổi bật một nhà trinh thám, nhà báo hay một công dân bình thường.

## Giải thưởng

### Tiểu thuyết đầu tiên hay nhất
- 2006 - The Heat of the Moon của Sandra Parshall (Poisoned Pen Press)
- 2005 - Better Off Wed của Laura Durham (HarperCollins Publishers)
- 2004 - Dating Dead Men của Harley Jane Kozak (Doubleday)
- 2003 - Maisie Dobbs của Jacqueline Winspear (Soho Press Inc.)
- 2002 - In the Bleak Midwinter của Julia Spencer-Fleming (St. Martin's Minotaur)
- 2001 - Bubbles Yablonsky, Sarah Strohmeyer (Dutton)
- 2000 - Death on a Silver Tray của Rosemary Stevens (Berkley Prime Crime)
- 1999 - Murder with Peacocks của Donna Andrews (Thomas Dunne Books)
- 1998 - The Doctor Digs A Grave của Robin Hathaway (St. Martin's Minotaur)
- 1997 - The Salaryman's Wife của Sujata Massey (HarperCollins)
- 1996 - Murder On A Girl's Night Out của Anne George (Avon Books)
- 1995 - The Body in the Transept của Jeanne M. Dams (Walker)
- 1994 - Do Unto Others của Jeff Abbott (Ballantine)
- 1993 - Track Of The Cat của Nevada Barr (Putnam)
- 1992 - Blanche On The Lam của Barbara Neely (St. Martin's Press)
- 1991 - Zero At The Bone của Mary Willis Walker (St. Martin's Press)
- 1990 - The Body In The Belfry của Katherine Hall Page (St. Martin's Press)
- 1989 - Grime And Punishment của Jill Churchill (Avon Books)
- 1988 - A Great Deliverance của Elizabeth George (Bantam)

### Tiểu thuyết hay nhất
- 2006 - The Virgin of Small Plains của Nancy Pickard (Random House)
- 2005 - The Body in the Snowdrift của Katherine Hall Page (William Morrow)
- 2004 - Birds of a Feather của Jacqueline Winspear (Soho Press)
- 2003 - Letter From Home của Carolyn Hart (Berkley Prime Crime)
- 2002 - You've Got Murder của Donna Andrews (Berkley Prime Crime)
- 2001 - Murphy's Law, Rhys Bowen (St Martin's Minotaur Books)
- 2000 - Storm Track, Margaret Maron (Mysterious Press)
- 1999 - Mariner's Compass của Earlene Fowler (Berkley Publishing Group)
- 1998 - Butchers Hill của Laura Lippman (Avon Books)
- 1997 - The Devil In Music của Kate Ross (Viking)
- 1996 - Up Jumps The Devil của Margaret Maron (Mysterious Press)
- 1995 - If I'd Killed Him When I Met Him của Sharyn McCrumb (Ballantine)
- 1994 - She Walks These Hills của Sharyn McCrumb (Scribner)
- 1993 - Dead Man's Island của Carolyn Hart (Bantam)
- 1992 - Bootlegger's Daughter của Margaret Maron (Mysterious Press)
- 1991 - I.O.U. của Nancy Pickard (Pocket)
- 1990 - Bum Steer của Nancy Pickard (Pocket)
- 1989 - Naked Once More của Elizabeth Peters (Warner)
- 1988 - Something Wicked của Carolyn G. Hart (Bantam)

### Truyện phi tưởng tượng hay nhất
- 2006 - Don't Murder Your Mystery của Chris Roerden (Bella Rosa Books)
- 2005 - Girl Sleuth: Nancy Drew and the Women Who Created Her của Melanie Rehak (Harcourt)
- 2004 - Private Eye-Lashes: Radio's Lady Detectives của Jack French (Bear Manor Media)
- 2003 - Amelia Peabody's Egypt, edited của Elizabeth Peters and Kristen Whitbread; designed của Dennis Forbes. (William Morrow & Company)
- 2002 - They Died in Vain: Overlooked, Underappreciated, and Forgotten Mystery Novels, edited của Jim Huang (Crum Creek Press)
- 2001 - Seldom Disappointed của Tony Hillerman (HarperCollins)
- 2000 - 100 Favorite Mysteries of the Century, edited của Jim Huang (Crum Creek Press)
- 1999 - Teller of Tales: The Life of Arthur Conan Doyle của Daniel Stashower (Henry Holt & Company)
- 1998 - Mystery Reader's Walking Guide To Washington D.C. của Alzina Stone Dale (Passport Books)
- 1997 - Detecting Men (Pocket Guide) của Willeta L. Heising (Purple Moon Press)
- 1996 - Detecting Women 2 của Willetta L. Heising (Purple Moon Press)
- 1995 - Mystery Readers Walking Guide-Chicago của Alzina Stone Dale (Passport Books, NTC Publishing Group)
- 1994 - By A Woman's Hand của Jean Swanson and Dean James (Berkley Publishing Group)
- 1993 - The Doctor, The Murder, The Mystery của Barbara D'Amato (Noble Press)

### Truyện ngắn hay nhất
- 2006 - Sleeping with the Plush của Toni Kelner
- 2005 - Driven to Distraction của Marcia Talley-Chesapeake Crimes II, Quiet Storm Publishing
- 2004 - Wedding Knife của Elaine Viets (Chesapeake Crimes, Coordinating Editor: Donna Andrews, Quiet Storm Publishing)
- 2003 - No Man's Land của Elizabeth Foxwell in Blood On Their Hands (Berkley Prime Crime)
- 2002 - The Dog That Didn't Bark của Margaret Maron, Ellery Queen's Mystery Magazine, tháng 12 năm 2002 và Too Many Cooks của Marcia Talley, Much Ado About Murder, edited của Anne Perry (Berkley Prime Crime)
- 2001 - The Would-Be-Widower của Katherine Hall Page, Malice Domestic X (Avon Books)
- 2000 - The Man in the Civil Suit của Jan Burke, Malice Domestic 9 (Avon Books)
- 1999 - Out of Africa của Nancy Pickard, Mom, Apple Pie, and Murder (Berkley Publishing Group)
- 1998 - Of Course You Know That Chocolate Is A Vegetable của Barbara D'Amato, Ellery Queen's Mystery Magazine, tháng 11 năm 1998
- 1997 - Tea for Two của M.D. Lake, Funnybones (Penquin)
- 1996 - Accidents Will Happen của Carolyn Wheat, Malice Domestic 5 (Pocket)
- 1995 - The Dog Who Remembered Too Much của Elizabeth Daniels Squire, Malice Domestic 4 (Pocket)
- 1994 - The Family Jewels của Dorothy Cannell, Malice Domestic 3 (Pocket)
- 1993 - Kim's Game của M.D. Lake, Malice Domestic 2 (Pocket)
- 1992 - Nice Gorilla của Aaron và Charlotte Elkins, Malice Domestic 1 (Pocket)
- 1991 - Deborah's Judgment của Margaret Maron, A Woman's Eye (Delacourte Press)
- 1990 - Too Much To Bare của Joan Hess, Sisters in Crime 2 (Berkley Publishing Group)
- 1989 - A Wee Doch And Doris của Sharyn McCrumb, Mistletoe Mysteries (Mysterious Press)
- 1988 - More Final Than Divorce của Robert Barnard, Ellery Queen's Mystery Magazine

### Tiểu thuyết thiếu niên nhi đồng hay nhất
- 2006 - Pea Soup Poisonings của Nancy Means Wright (Hilliard & Harris)
- 2005 - Down the Rabbit Hole của Peter Abrahams, HarperCollins Publishers và Flush của Carl Hiaasen (Alfred A. Knopf)
- 2004 - Chasing Vermeer của Blue Balliett (Scholastic Press)
- 2003 - The 7th Knot của Kathleen Karr (Marshall Cavendish)
- 2002 - Red Card: A Zeke Armstrong Mystery (The Zeke Armstrong Mysteries, 1) của Daniel J. Hale & Matthew LaBrot (Top Publications)
- 2001 - ''Mystery Of The Haunted Caves: A Troop 13 Mystery của Penny Warner (Meadowbrook Press)